# محمدآباد (قهاب جنوبی، غرب)
محمدآباد یک روستا در ایران است که در دهستان قهاب جنوبی شهرستان اصفهان واقع شده‌است. محمدآباد ۷۹۶ نفر جمعیت دارد.